# لبلب
لبلاب أو اللَّبْلَبُ أو لبلاب مداد (الاسم العلمي: Lablab، ويتأصل هذا الاسم العلمي من اللغة العربية) هو جنس نبات من الفصيلة البُقُولِيَّة، يضمّ نوعاً واحداً هو اللَّبْلَبُ الأُرْجُوَانِيُّ أو اللَّبْلَبُ الشَّائِعُ (الاسم العلمي: Lablab purpureus)، وهو أصيل القارة الأفريقية.

## معرض صور

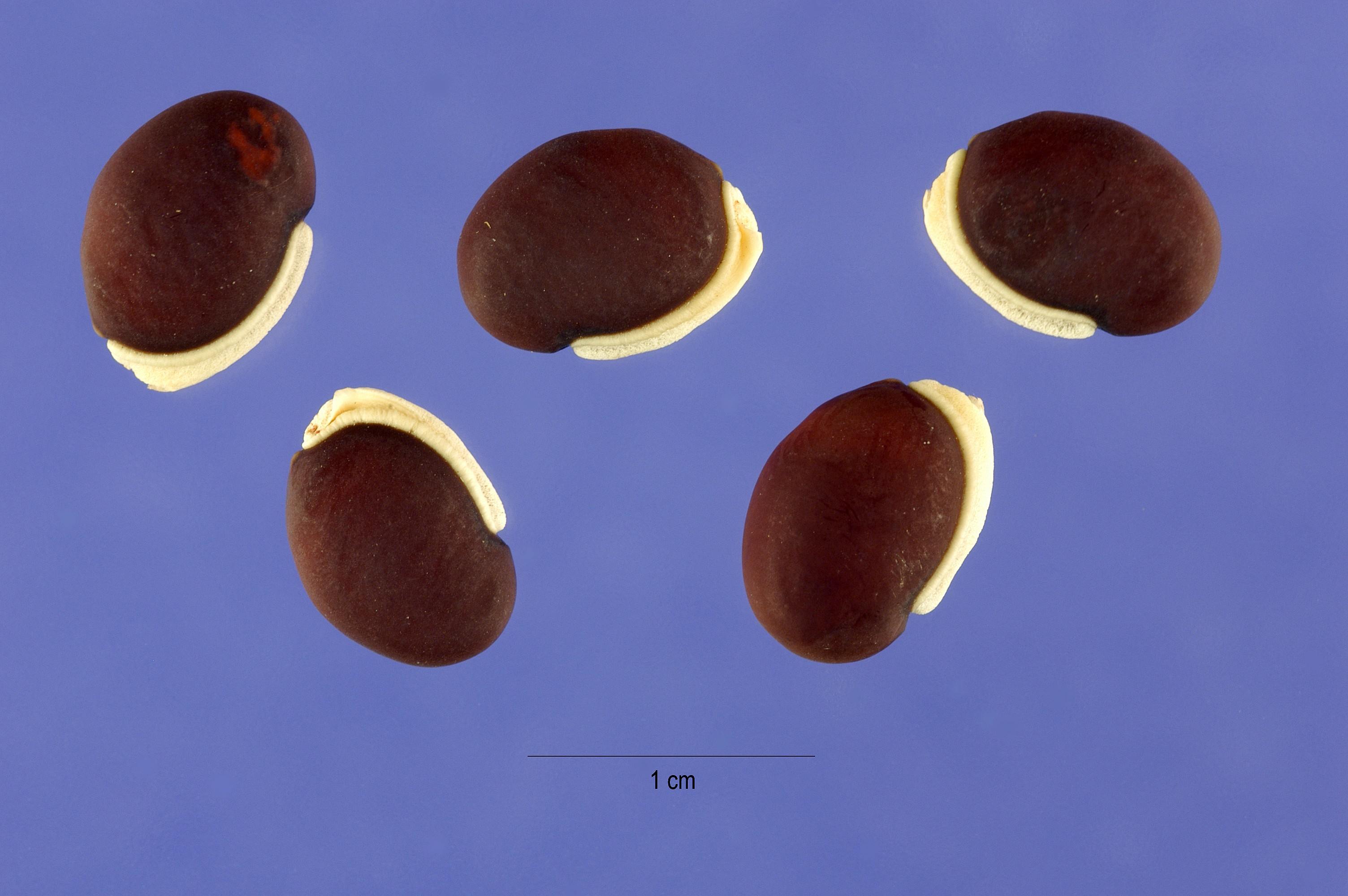
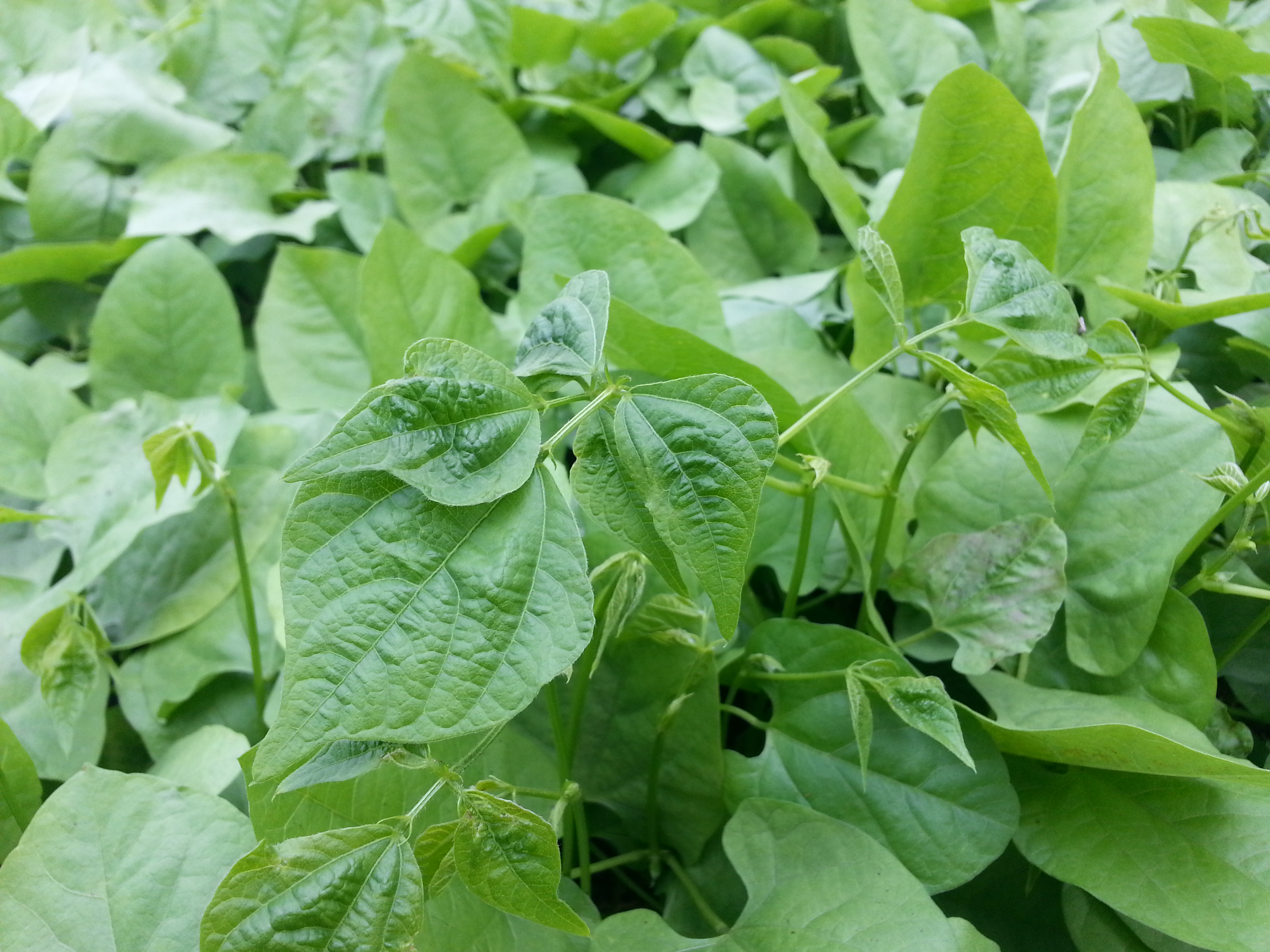
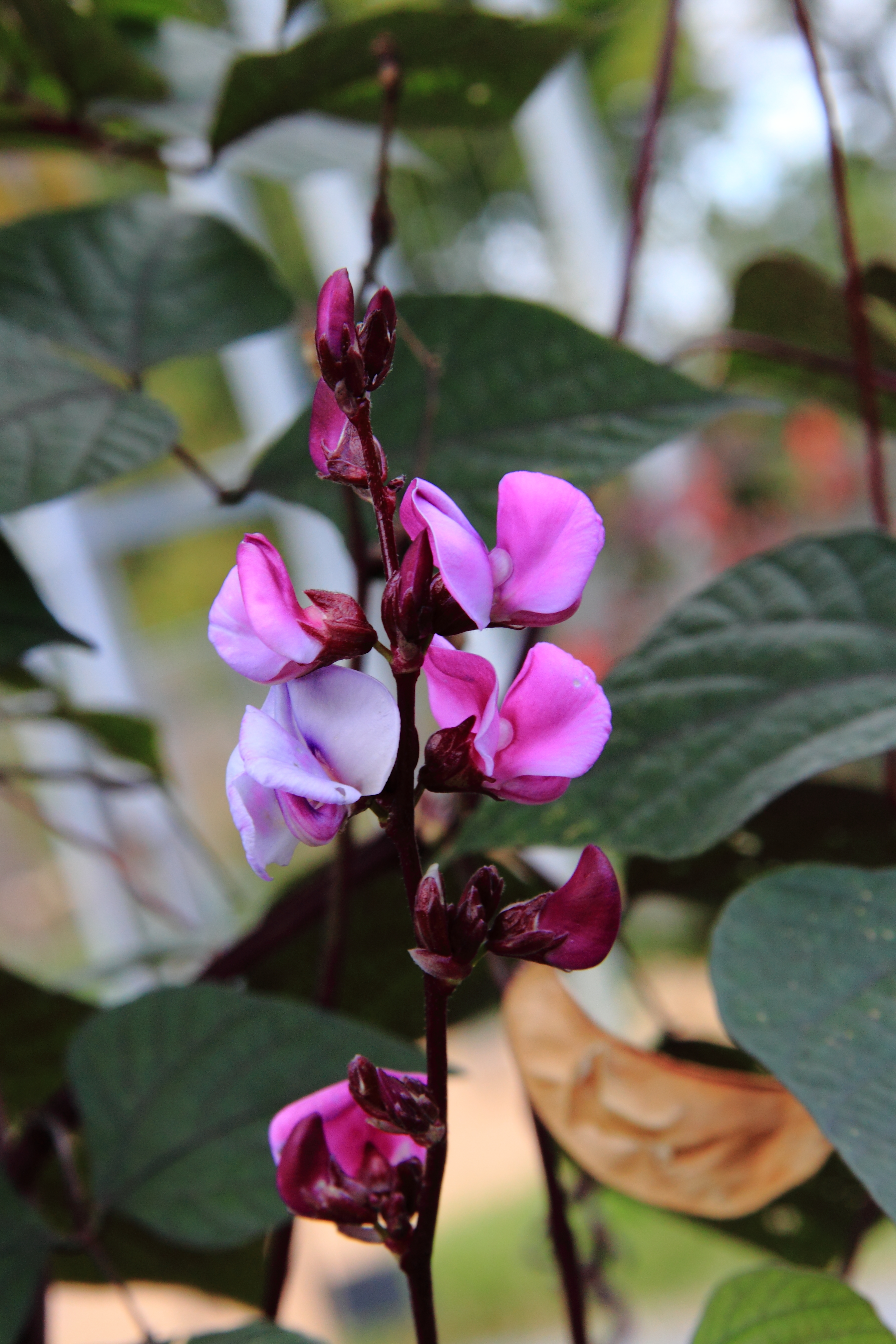